# Draževići
Draževići es un pueblo ubicado en la municipalidad de Nova Varoš, en el distrito de Zlatibor, Serbia.

## Superficie
Posee una superficie de 21,80 kilómetros cuadrados.

## Demografía
Hasta 2011 la población era de 371 habitantes, con una densidad de población de 17,02 habitantes por kilómetro cuadrado.